# Кушлар
Кушлар (на гръцки: Κουσλάρ), още Ардински дял, Олуяйла или Кушлар даг е планински дял в Западните Родопи, между горните притоци на река Арда и левите притоци на река Места в Гърция, на територията на България в Област Смолян (около 20%) и Северна Гърция.

## Географска характеристика

### Граници, големина
Представлява мощна система от била с орографски център връх Циганско градище. Простира се от северозапад на югоизток на около 50 km, а ширината му достига до 30 km. По основното му било между гранични пирамиди с №№ от 47 до 113 преминава участък от държавната ни граница с Република Гърция. На север най-горното течение на река Арда го отделя от Кайнадинския дял на Западните Родопи, а на югозапад, на гръцка територия склоновете му се спускат стръмно към долината на река Места, която го отделя от планината Чалдаг. На северозапад долината на Шейтандере (Дяволорема), ляв приток на Места в Гърция, го отделя от най-южните разклонения на Велийшко-Виденишкия дял на Западните Родопи, а чрез седловина висока 1182 m на държавната граница при пирамида № 113 се свързва орографски с Переликско-Преспанския дял. На изток долините на реките Чепинска (десен приток на Арда) и Сушица (в Гърция, влива се в езерото Буругьол) и седловината на Беломорския проход (1010 m) го отделят от Жълти дял на Източните Родопи. На югоизток и юг чрез две седловини високи 557 m и 386 m се свързва орографски с двете най-южни планини на Родопите Момчил и Руян.

### В Гърция
На гръцка територия Кушлар попада в област Източна Македония и Тракия. Състои се от два дяла: северозападен Бардаково или Юрт (на гръцки: Ανήλιο, Γιούρτ или Ψήλωμα) и югоизточен Кула (на гръцки: Κούλα) с граница билото Цигла. То се отделя на югозапад от връх Циганско градище (Ченгене хисар) и опира в Места при Гара Бук (Паранести). По Цигла върви и административната граница между Драмско и Ксантийско.

### Водни ресурси
Билните части на Кушлар са тесни с изолирани възвишения с най-висока точка връх Циганско градище (1826,9 m), разположен на държавната граница при гранична пирамида № 62. Изграден е от гнайси, шисти, мрамори и риолити. От него водят началото си река Арда с десните си притоци Елховска и Чепинска река и други, левите притоци на Места – Лещенска река (Шейтандере, Дяволорема) и Мечик река (Аркудорема) и реките Върба (протичаща през Ксанти) и Сушица, вливащи се в езерото Буругьол. Обрасъл с гъсти иглолистни и широколистни гори. Развито горско стопанство, а по склоновете и подножията му има благоприятни условия за селско стопанство.

## Селища
На българска територия във вътрешността, по склоновете и подножието му са разположени 1 град Рудозем и 39 села: Алиговска, Арда, Баблон, Билянска, Бориково, Буката, Букаците, Бърчево, Витина, Войкова лъка, Вълчан, Гоздевица, Горна Арда, Горово, Грамаде, Гудевица, Елховец, Ельово, Змиево, Иваново, Коритата, Кошница, Липец, Люлка, Могилица, Мочуре, Оглед, Пловдивци, Поляна, Потока, Равнината, Речани, Сивино, Смилян, Сопотот, Средок, Сърнино, Чепинци и Чеплетен.

## Съобщения
По източното подножие на рида, по долината на Чепинска река, от Рудозем до ГКПП „Рудозем“ (не е изградено), на протежение от 11,5 km преминава участък от второкласен път № 86 Пловдив – Смолян – Рудозем – ГКПП „Рудозем“.

## Топографска карта
- Лист от карта K-35-85. Мащаб: 1 : 100 000.
- Лист от карта K-35-86. Мащаб: 1 : 100 000.
- Лист от карта K-35-98. Мащаб: 1 : 100 000.